# Eliminace (chemie)

Příklad eliminace: odštěpení molekuly vody při zahřívání cyklohexanolu s kyselinou sírovou za vzniku cyklohexenu

Eliminace je chemická reakce organických sloučenin, při které mezi uhlíkovými atomy vznikne násobná vazba. Probíhá obecně tak, že se ze dvou sousedních uhlíkových atomů v molekule sloučeniny odštěpí atomy nebo skupina atomů, které poskytnou nízkomolekulární produkt a mezi těmito uhlíkovými atomy vznikne násobná vazba.
Tato reakce je v praxi často urychlována přítomností katalyzátoru.
Opakem eliminace je adice.

## Příklad
Dehydratace ethanolu
CH3-CH2OH → CH2=CH2 + H2O

## Specifické eliminační reakce

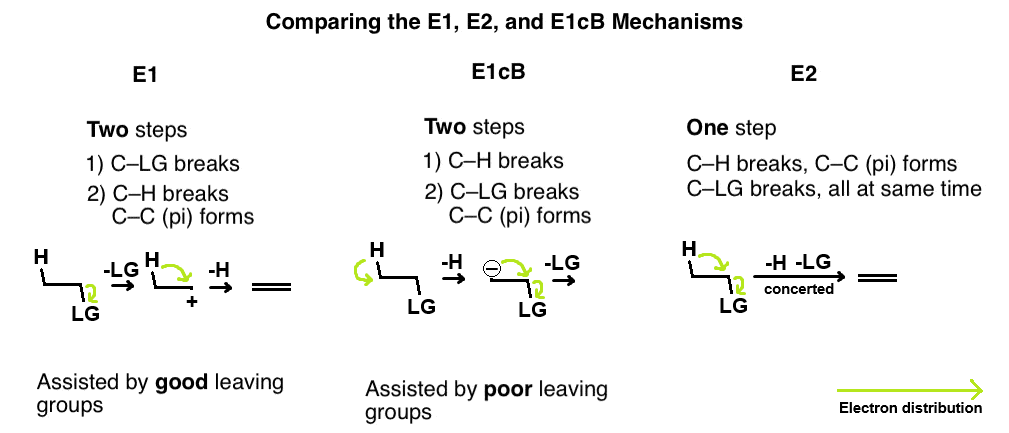
Mechanismus organických eliminačních reakcí

Každá z těchto reakcí má specifickou odštěpující skupinu: 
- dehydrohalogenace, odštěpující skupina halogenu
- dehydratace, odštěpující se skupina je voda
- Bamfordova–Stevensova reakce, odštěpující skupina tosylhydrazon za katalýzy alkoxidem
- Copova reakce, odštěpující skupina amin oxid
- Hofmannova eliminace, odštěpující skupina kvartérní amoniová sůl
- Čugajevova reakce, odštěpující se skupina methyl xantát
- Griecova eliminace, odštěpující se skupina selenoxid
- Shapirova reakce, odštěpující se skupina tosylhydrazon za katalýzy alkyllitiem
- Hydrazonová jodidace, odštěpující se skupina hydrazon za katalýzy jódem
- Grobova fragmentace zvyšující stupeň nenasycenosti jedné z odstupujících skupin
- Kornblumova–DeLaMarova reakce (eliminace přes (H)C-O(OR) vazbu), odstupující skupina alkohol a jeho příslušný keton
- Takaiova olefinace s dvěma objemnými chromovými skupinami